# Officier de la Marine française
Pour les articles homonymes, voir Officier de marine.
En France, un officier de marine est un militaire chargé d'assurer des fonctions de commandement et de direction au sein de la Marine nationale. 
Les officiers de marine forment un corps militaire de commandement, de direction et de conception au sein du ministère de la Défense.
Une distinction est généralement faite entre[réf. souhaitée] :
- les officiers de marine, généralistes, ayant reçu une formation à la fois d'ingénieur (le navire de guerre et les systèmes d'armes), de marin (la navigation la manœuvre et la sécurité) et d'officier (l'exercice du commandement et la pratique des opérations), et éventuellement de pilote dans le cas de l'aéronautique navale ;
- les officiers de la Marine, officiers spécialisés dans un domaine d'expertise particulier.

Le corps des officiers comprend 3 catégories[réf. souhaitée] :
- les officiers subalternes — grades d'enseigne et de lieutenant de vaisseau. Leurs appellations sont : « lieutenant » et « capitaine » — ; ils sont chefs de services à bord des bâtiments ou à terre, ou bien ils commandent de petites unités. Ils peuvent aussi servir en état- major ;
- les officiers supérieurs — grades de capitaine de corvette, de frégate et de vaisseau. Leur appellation est « commandant » — ; ils sont chefs de groupements de services à bord des bâtiments ou à terre ou bien ils commandent des bâtiments de combat, mais aussi des formations à terre. Ils servent aussi, en état-major ;
- les officiers généraux — grades de contre-amiral et vice-amiral, rangs et appellations de vice-amiral d'escadre et d'amiral. Leur appellation est « amiral » — ; ils commandent des forces navales ou des directions centrales de la marine.

## Grades

### Officiers généraux

Contre-amiral
Vice-amiral
Vice-amiral d'escadre
Amiral

Quel que soit le nombre d’étoiles, l’appellation est « Amiral ». Le mot « amiral » vient de l’arabe amir al-bahr, qui signifie «  prince de la mer ».

### Officiers supérieurs

capitaine de corvette
capitaine de frégate
capitaine de vaisseau

Quel que soit le grade, l'appellation est « Commandant ».

### Officiers subalternes

Aspirant « Lieutenant »
Enseigne de vaisseau de 2e classe « Lieutenant »
Enseigne de vaisseau de 1re classe « Lieutenant »
Lieutenant de vaisseau « Capitaine »

Au sein de l'état-major d'une unité, l'appellation « midship » est donnée à l'officier le plus jeune dans le grade le moins élevé : en pratique, seuls les aspirants et les enseignes de vaisseau la reçoivent réellement. Cette appellation n'a pas de caractère officiel : elle n'est utilisée qu'entre eux par les membres dudit état-major, et dans les situations quasi « privées » : loisirs, détente et repas présidés au « carré ».
Pendant leur 1re année, les élèves-officiers de l'École navale portent l'épaulette parée d'une ancre dorée sans galon ; ils ne sont pas encore officiers et n'ont donc pas encore de grade.